# Elementaranalyse
Die Elementaranalyse ist ein Teilgebiet der Analytischen Chemie. 
Sie ist die Methode zur Feststellung der in organischen und anorganischen Verbindungen enthaltenen Elemente der Nichtmetalle Kohlenstoff, Wasserstoff, Sauerstoff, Stickstoff und Schwefel, ferner auch Phosphor sowie Halogene.
Unterschieden wird zwischen der bloßen Bestimmung der Bestandteile (qualitativer Elementaranalyse) und der Bestimmung des prozentualen Gehalts bzw. Massenanteils der gefundenen Elemente (quantitative Elementaranalyse). Sie sollte nicht mit der Elementanalyse verwechselt werden, bei der eine Auswahl von Elementen aus der Gesamtheit der chemischen Elemente (vom Bor bis zum Uran) beispielsweise mit Röntgenfluoreszenzanalyse analysiert werden.
Bei einer reinen Verbindung kann man aus dem prozentualen Gehalt der Elemente bei bekannter Molekülmasse ihre Summenformel bestimmen. 
Ferner wird die Elementaranalyse in der Forschung und Produktion chemischer Produkte auch zur Reinheitskontrolle organischer und anorganischer Substanzen verwendet.

## Geschichte

### Organische Elementaranalyse
Die ersten Apparaturen für eine organische Elementaranalyse wurden von Antoine Laurent de Lavoisier entwickelt. Joseph Louis Gay-Lussac und Louis Jaques Thénard verbesserten die Apparatur deutlich, die Apparatur wurde verkleinert und als Oxidationsmittel wurde Kaliumchlorat, später auch Kupfer(II)-oxid (mit Döbereiner um 1815) eingesetzt, zur Verhinderung von Messfehlern durch Stickstoffoxide verwendeten sie Kupferspäne.
Jöns Jakob Berzelius (1813–1817) nutzte erstmals wasserfreies Calciumchlorid, um das beim Verbrennungsprozess entstehende Wasser zu binden.

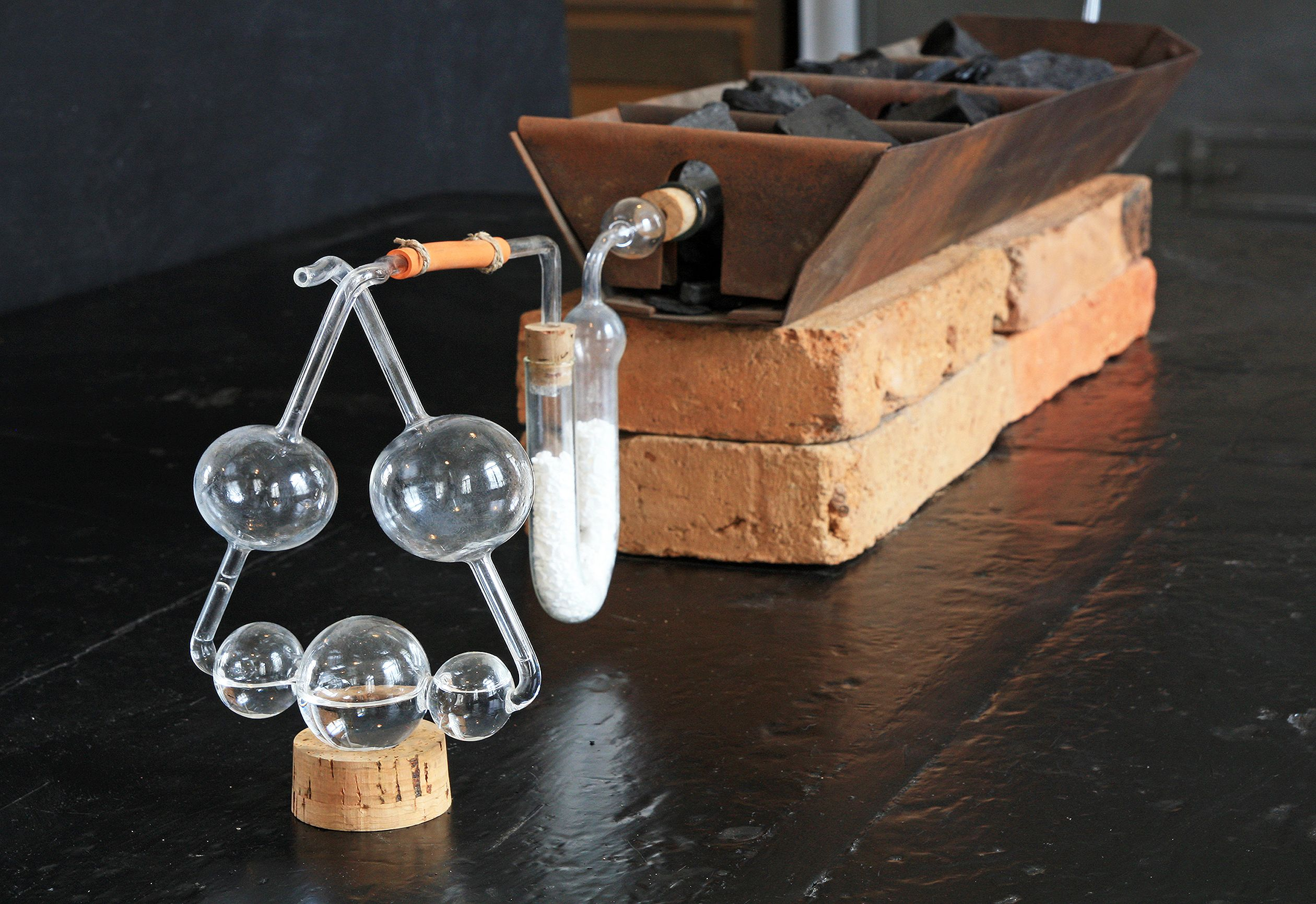
Fünfkugel-Apparat

Eine erhebliche Verbesserung der Elementaranalyse wurde von Justus von Liebig erreicht, seine Beschreibung wurde einem großen Lesekreis zugänglich. Liebig benutzte Glaskugeln in Form eines Fünf-Kugel-Apparates, die eine wässrige Kaliumhydroxidlösung enthielten und zur Bindung des entstehenden Kohlendioxids dienten, so dass mit diesem Apparat der Kohlenstoffanteil einer organischen Verbindung gut bestimmt werden konnte. Ferner verwendete Liebig einen mehrfach geteilten Kohleofen und ein bajonettförmiges Verbrennungsrohr. Stickstoff wurde getrennt volumetrisch bestimmt. Die Analyseergebnisse waren mit dieser Apparatur sehr präzise und Analysen benötigten weniger Zeitaufwand als die früheren Apparaturen.
Spätere Verbesserungen der Apparatur waren:
Durch Varrentrap und Will (1841), die Bestimmung des  Stickstoffs als Ammoniak, durch Glaser, der Eintritt von Sauerstoffgas in das Verbrennungsrohr und die Lagerung der Substanzprobe nahe der Mündung, durch Dennstedt (1900), die elektrische Heizung, durch Fritz Pregl (1912–1917), (Nobelpreis für Chemie 1923, für die von ihm entwickelte Mikroanalyse organischer Substanzen).

## Die Bedeutung der organischen Elementaranalyse
Ein organischer Stoff muss zunächst durch physikalische Trennmethoden (Destillation, Sublimation, Chromatographie, Kristallisation) einheitlich isoliert werden, bevor eine Elementaranalyse vorgenommen wird.
Durch die Kenntnis der elementaren Zusammensetzungen vieler organischen Verbindungen konnten später auch Vermutungen zur Summenformel, manchmal auch zur Strukturformel, eines organischen Moleküls gemacht werden.
Ohne die organische Elementaranalyse wäre es nicht möglich gewesen, die Strukturen von organischen Stoffen zu bestimmen. Für die Entwicklung der organischen Chemie war die Elementaranalyse von entscheidender Bedeutung.

## Beschreibung der früheren Elementaranalyse
Eine frühere Apparatur zur Elementaranalyse bestand aus einem schwer schmelzbaren Glasrohr (50 cm Länge), in den vorderen Teil wurde ein Porzellanschälchen mit der genau abgewogener Stoffprobe (ca. 0,5 g) – eingeschlossen durch zwei Asbestpropfen – gestellt, dahinter – bis zum Rohrende – befand sich Kupfer(II)-oxid. Flüssige Stoffe wurden in eine kleine, zu einer Spitze ausgezogenen Glaskugel gefüllt (der Stoff verdampft dann durch die Erwärmung).
Das Rohr wurde an den Enden mit durchbohrten Stopfen, die ein dünnes Glasrohr enthielten, verschlossen. 
Am vorderen Teil wurde eine Apparatur zur Sauerstofferzeugung, am hinteren Teil ein ausgewogenes U-Rohr mit getrocknetem Calciumchlorid angebracht. Hinter dem Calciumchloridrohr wurde das entstehende Gas noch durch ein ausgewogenes Gefäß mit konzentrierter Kaliumhydroxid-Lösung geleitet.
Zunächst wurde das Kupferoxid erhitzt, anschließend wurde die Probe bei ausreichendem Sauerstoffstrom erhitzt.
Nach der Stoffverbrennung wurde die Gewichtszunahme am Calciumchloridrohr bestimmt. Das bei der Reaktion frei werdende Wasser wurde durch Calciumchlorid gebunden. Der Wasserstoff des Wassers stammt aus der organischen Verbindung.
Die Gewichtszunahme der Kaliumhydroxid-Lösung basiert auf der Aufnahme von Kohlendioxid. Der Kohlenstoff des Kohlendioxids stammt aus der organischen Verbindung.
Der Wasserstoffanteil des Wassers bei der Verbrennung der organischen Probe lässt sich leicht berechnen:
Wasserstoffanteil: {\displaystyle w_{\mathrm {H_{2}} }={\frac {M_{\mathrm {H_{2}} }}{M_{\mathrm {H_{2}O} }}}={\frac {2,016\ {\frac {\mathrm {g} }{\mathrm {mol} }}}{18,02\ {\frac {\mathrm {g} }{\mathrm {mol} }}}}\approx 0,1119}
Hierbei stehen die einzelnen Formelzeichen für folgende Größen:
- {\displaystyle M} – Molare Masse
- {\displaystyle w} – Massenanteil

Mit diesem Faktor musste die Gewichtszunahme im Calciumchloridrohr (das entstandene Wasser) nach der Verbrennung multipliziert werden, um den Gewichtsteil von Wasserstoff der organischen Verbindung zu erhalten.
Für Kohlenstoff ergibt sich analog:
Kohlenstoffanteil: {\displaystyle w_{\mathrm {C} }={\frac {M_{\mathrm {C} }}{M_{\mathrm {CO_{2}} }}}={\frac {12,01\ {\frac {\mathrm {g} }{\mathrm {mol} }}}{44,01\ {\frac {\mathrm {g} }{\mathrm {mol} }}}}\approx 0,2729}
Die multiplizierten Gewichtsmengen können dann in Relation zur Einwaage gesetzt werden, die Differenz ergibt den Sauerstoff-, Stickstoff-, Phosphor-, Halogenanteil der Verbindung.
Zur Ermittlung der Verhältnisformel wurde die jeweilige Gewichtsmasse der Einzelelemente durch das Atomgewicht des Elementes dividiert. Suchte man nun nach ganzzahligen Vielfachen für jedes Element in der Verhältnisformel, so erhielt man die Summenformel oder auch Molekülformel.

## Aufschlussmethoden
Je nach zu bestimmenden Element sind verschiedene Labormethoden entwickelt worden, so wird Stickstoff meist als Ammoniak durch Titration bestimmt, dazu gibt es spezielle Reaktionsgefäße (Kjeldahl-Kolben, Fresenius-Kolben), mit denen Verluste vermieden werden, welche das Analysenergebnis sonst verfälschen würden. 

## Verbrennungsmethoden
Aktueller Stand der Technik für die CHNS-Analytik auf diesem Gebiet ist die sogenannte Verbrennungsanalytik. Bei dieser wird die zu bestimmende Probe zunächst mit einer Waage exakt eingewogen und danach bei hohen Temperaturen (bis zu 1800 °C unter Ausnutzung von Reaktionsexothermen) mit reinem Sauerstoff katalytisch verbrannt.
Direkt danach werden die gebildeten Verbrennungsgase (Oxidationsprodukte) mit Hilfe eines Trägergases (meist reines Helium) über einen ca. 600–900 °C heißen Kupfer- oder Wolframkontakt (als Späne oder Granulat) geführt und im Gasstrom enthaltene Stickoxide (NOx) vollständig zu molekularem Stickstoff 
(N2) reduziert. 
Anschließend werden die definierten Verbrennungsgase (CO2, H2O, SO2, N2) in spezifischen Trennsäulen (sogenannte Adsorptions-/Desorptions-Säulen, engl. purge and trap) oder gaschromatographisch separiert und nacheinander einem Wärmeleitfähigkeitsdetektor (WLD bzw. TCD) zugeführt und quantifiziert.
Da bei dieser Messmethode die Reihenfolge der Elemente (jeweils als sog. Peaks detektiert) in einer Probenmessung technisch exakt festgelegt ist, erlaubt dies sowohl die eindeutige Identifizierung (qualitative Bestimmung) sowie über die Peakflächen (Integral über die Zeit) der Messsignale auch gleichzeitig die Mengenerfassung (quantitative Bestimmung) der einzelnen Elemente als C, H, N, S. Mit Hilfe der bekannten Einwaage lässt sich dann der jeweilige Massenanteil (in Prozent oder ppm) der Elemente in der analysierten Probe genau berechnen. 
Eine andere Messmethode arbeitet anstelle der vollständigen Gastrennung mit gasspezifischen Detektoren (meist IR-Detektoren) jeweils für CO2, H2O sowie SO2. Für die Bestimmung des Stickstoffes (N2) wird auch hier ein Wärmeleitfähigkeitsdetektor (WLD bzw. TCD) eingesetzt. Seltener finden auch Flammenionisationsdetektoren (FID) Verwendung.
Man unterscheidet in der Laboranalytik noch zwischen Mikro-Elementaranalysatoren, welche für kleine Substanzeinwaagen von etwa 0,01–10 mg optimiert sind und Makro-Elementaranalysatoren, welche für höhere Substanzeinwaagen von bis zu ca. 5 g konzipiert sind.

### Stickstoffbestimmung
Als Ableger der klassischen Elementaranalyse gibt es auch reine Stickstoffanalysatoren nach der Dumas-Methode zur Bestimmung des Gehaltes an Stickstoff bzw. Protein. Diese Geräte werden bevorzugt in der Analytik landwirtschaftlicher Produkte, für Boden- und Pflanzenanalytik sowie in der Lebensmittelanalytik eingesetzt. Bei diesen Geräten wird der molekulare Stickstoff N2 (nach Abscheidung und/oder Absorption störender Gase wie Wasser, SO2 und ggf. CO2) ebenfalls an einem Wärmeleitfähigkeitsdetektor (WLD bzw. TCD) quantifiziert, eine weitere Gastrennung bzw. zusätzliche Detektoren sind nicht erforderlich. Als Trägergas kann hier alternativ zu reinem Helium z. B. auch CO2 eingesetzt werden.

### Sauerstoffbestimmung durch Hochtemperaturpyrolyse
Im Gegensatz zur CHNS-Bestimmung wird zur Bestimmung des Sauerstoffsgehaltes in einer Probe unter inerten bzw. reduktiven Bedingungen (nur reines Helium oder Formiergas als Trägergas) bei hohen Temperaturen (meist ca. 1200 bis 1400 °C) an einem feinverteilten Kohlekontakt (Gasruß) quantitativ Kohlenstoffmonoxid (CO) gebildet. Dieses CO wird anschließend, wie bei der CHNS-Analyse, über eine spezifische Trennsäule oder GC-Säule vom ebenfalls bei der Pyrolyse entstehenden Stickstoff N2 getrennt und an einem Wärmeleitfähigkeitsdetektor (WLD bzw. TCD) gemessen und quantifiziert. Alternativ kann die CO-Quantifizierung z. B. auch über einen CO-spezifischen IR-Detektor erfolgen.